# Nature Valley Classic 2019
Nature Valley Classic 2019 byl tenisový turnaj pořádaný jako součást ženského okruhu WTA Tour, který se odehrával na otevřených travnatých dvorcích v Edgbaston Priory Clubu. Probíhal mezi 17. až 23. červnem 2019 v anglickém Birminghamu jako třicátý osmý ročník turnaje.
Turnaj s rozpočtem 1 000 263 dolarů patřil do kategorie WTA Premier. Nejvýše nasazenou hráčkou ve dvouhře se stala světová jednička Naomi Ósakaová z Japonska, kterou ve druhém kole vyřadila Julia Putincevová. Jako poslední přímá účastnice do dvouhry nastoupila 79. tenistka žebříčku Američanka Jennifer Bradyová.
Šestý singlový titul na okruhu WTA Tour, a druhý z trávy vybojovala 23letá Australanka Ashleigh Bartyová, která se po turnaji stala novou světovou jedničkou na žebříčku WTA. Čtvrtou společnou trofej ze čtyřhry WTA si odvezl tchajwansko-český pár Sie Šu-wej a Barbora Strýcová.

## Distribuce bodů a finančních odměn

### Distribuce bodů
| Soutěž  | vítězky | finalistky | semifinalistky | čtvrtfinalistky | 16 v kole | 32 v kole | Q  | Q3 | Q2 | Q1 |
| ------- | ------- | ---------- | -------------- | --------------- | --------- | --------- | -- | -- | -- | -- |
| dvouhra | 470     | 305        | 185            | 100             | 55        | 1         | 25 | 18 | 13 | 1  |
| čtyřhra | 470     | 305        | 185            | 100             | 1         | —         | —  | —  | —  | —  |

### Finanční odměny
| Soutěž                                | vítězky  | finalistky | semifinalistky | čtvrtfinalistky | 16 v kole | 32 v kole | Q3     | Q2     | Q1     |
| ------------------------------------- | -------- | ---------- | -------------- | --------------- | --------- | --------- | ------ | ------ | ------ |
| dvouhra                               | $176 215 | $93 083    | $50 080        | $26 885         | $14 385   | $6 915    | $4 095 | $2 185 | $1 210 |
| čtyřhra                               | $54 975  | $29 343    | $16 040        | $8 180          | $4 425    | —         | —      | —      | —      |
| částky ve čtyřhře jsou uváděny na pár |          |            |                |                 |           |           |        |        |        |

## Ženská dvouhra

### Nasazení
| Stát                           | Hráčka            | WTA | Nasazení |
| ------------------------------ | ----------------- | --- | -------- |
| Japonsko                       | Naomi Ósakaová    | 1.  | 1.       |
| Austrálie                      | Ashleigh Bartyová | 2.  | 2.       |
| Česko                          | Karolína Plíšková | 3.  | 3.       |
| Ukrajina                       | Elina Svitolinová | 7.  | 4.       |
| Bělorusko                      | Aryna Sabalenková | 10. | 5.       |
| Čína                           | Wang Čchiang      | 15. | 6.       |
| Spojené království             | Johanna Kontaová  | 18. | 7.       |
| Německo                        | Julia Görgesová   | 19. | 8.       |
| Žebříček WTA k 10. červnu 2019 |                   |     |          |

### Jiné formy účasti

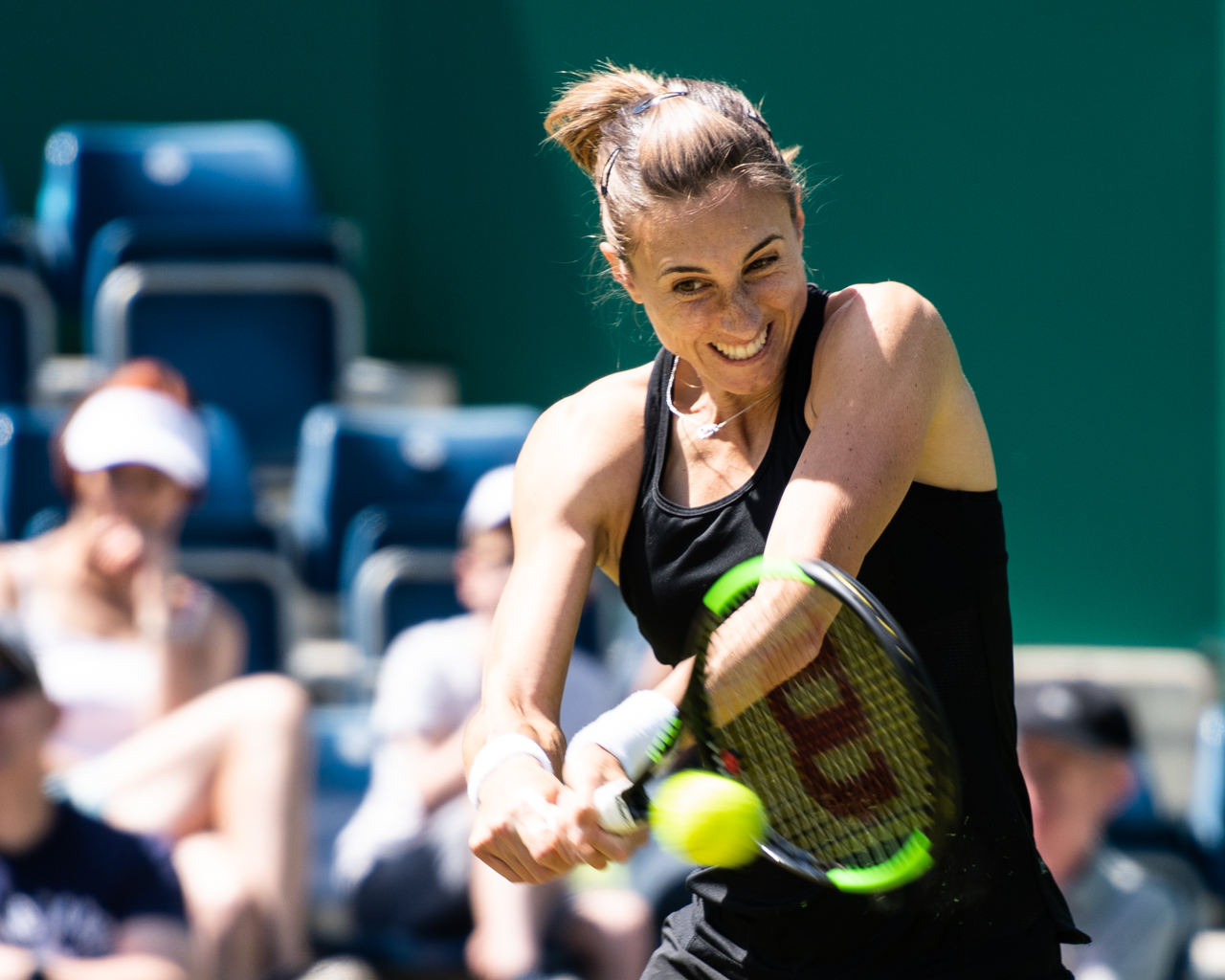
Chorvatka Petra Martićová

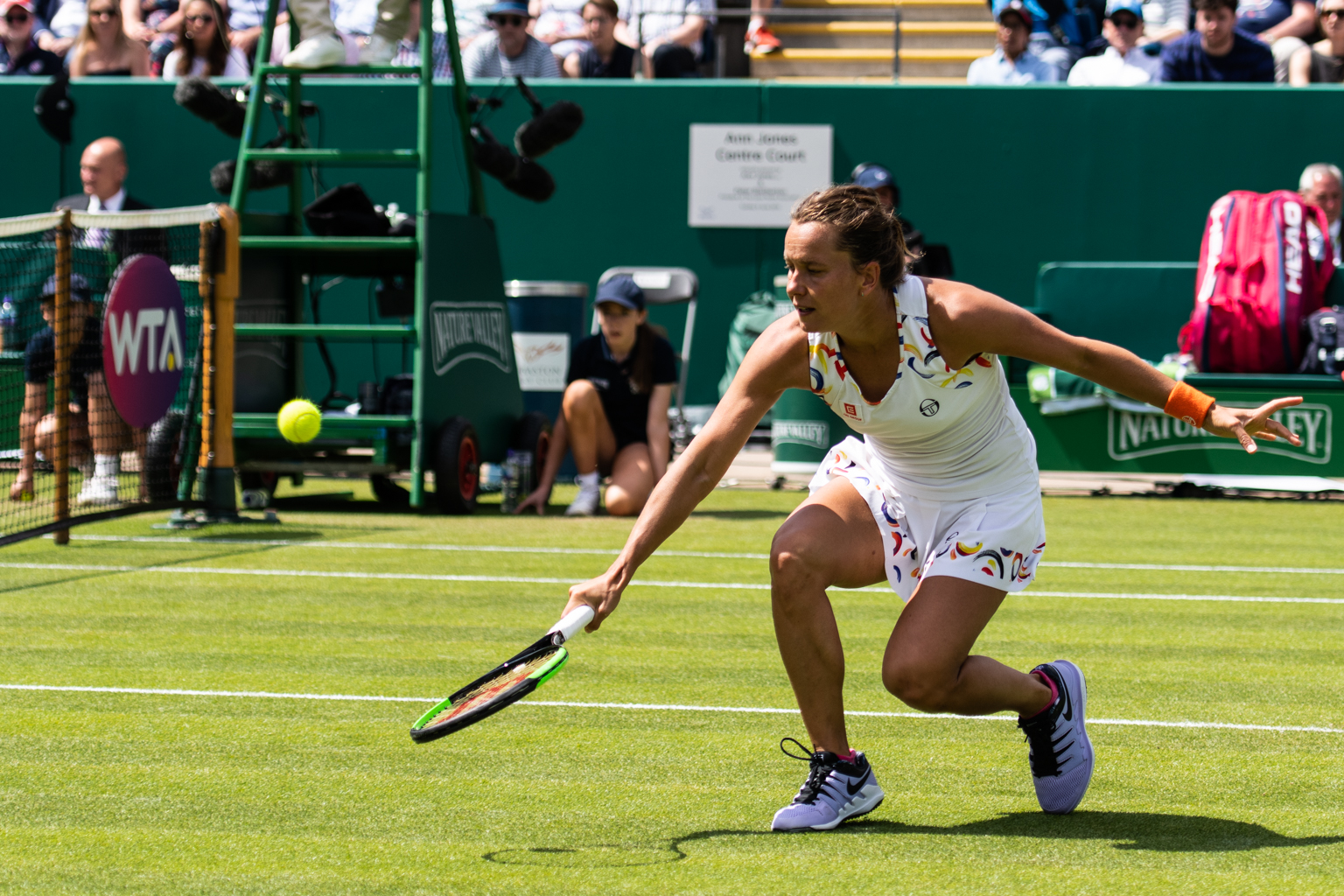
Češka Barbora Strýcová

Následující hráčky obdržely divokou kartu do hlavní soutěže:
- Harriet Dartová
- Karolína Plíšková
- Heather Watsonová
- Venus Williamsová

Následující hráčky postoupily z kvalifikace:
- Lauren Davisová
- Kristýna Plíšková
- Iga Świąteková
- Viktorija Tomovová

### Odhlášení
před zahájením turnaje
- Bianca Andreescuová → nahradila ji  Julia Putincevová
- Danielle Collinsová → nahradila ji  Jennifer Bradyová
- Camila Giorgiová → nahradila ji  Jevgenija Rodinová
- Madison Keysová → nahradila ji  Barbora Strýcová
- Petra Kvitová → nahradila ji  Jekatěrina Alexandrovová
- Garbiñe Muguruzaová → nahradila ji  Johanna Kontaová
- Anastasija Pavljučenkovová → nahradila ji  Margarita Gasparjanová
- Carla Suárezová Navarrová → nahradila ji  Kristina Mladenovicová

## Ženská čtyřhra

### Nasazení
| Stát                                                                       | Hráčka                 | Stát       | Hráčka           | WTA | Nasazení |
| -------------------------------------------------------------------------- | ---------------------- | ---------- | ---------------- | --- | -------- |
| Kanada                                                                     | Gabriela Dabrowská     | Čína       | Sü I-fan         | 20. | 1.       |
| Čínská Tchaj-pej                                                           | Sie Šu-wej             | Česko      | Barbora Strýcová | 22. | 2.       |
| USA                                                                        | Nicole Melicharová     | Česko      | Květa Peschkeová | 27. | 3.       |
| Německo                                                                    | Anna-Lena Grönefeldová | Nizozemsko | Demi Schuursová  | 34. | 4.       |
| Žebříček WTA k 10. červnu 2019; číslo je součtem umístění obou členek páru |                        |            |                  |     |          |

### Jiné formy účasti

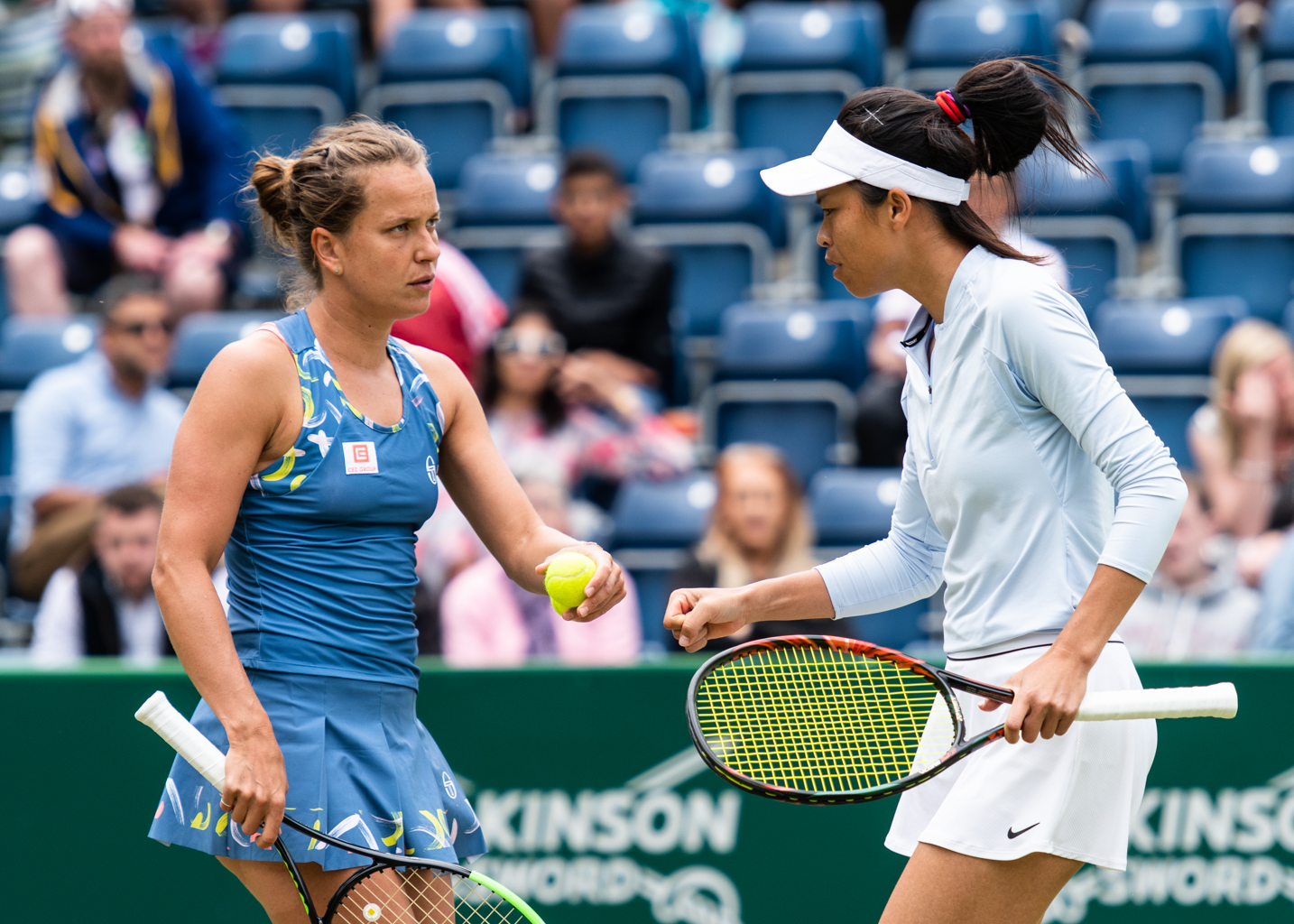
Vítězky čtyřhry Strýcová se Sieovou

Následující páry obdržely divokou kartu do hlavní soutěže:
- Harriet Dartová /  Venus Williamsová
- Sarah Beth Greyová /  Eden Silvaová

## Přehled finále

### Ženská dvouhra
- Ashleigh Bartyová vs.  Julia Görgesová, 6–3, 7–5

### Ženská čtyřhra
- Sie Šu-wej /  Barbora Strýcová vs.  Anna-Lena Grönefeldová /  Demi Schuursová, 6–4, 6–7(4–7), [10–8]